# Berliner Eishockeymeisterschaft 1934/35
Die Saison 1934/35 der Berliner Eishockeymeisterschaft wurde vom Sportgau II/III ausgerichtet, der dem Deutschen Reichsbund für Leibesübungen unterstand. Meister wurde erneut der Berliner Schlittschuhclub.

## Berlin-Liga
Die acht Teilnehmer spielten eine Einfachrunde. Zurückgekehrt in die Liga war der Grunewald TC.
| Rang |                           | Sp | S | U | N | Tore  | TD  | Pkt |
| ---- | ------------------------- | -- | - | - | - | ----- | --- | --- |
| 1.   | Berliner Schlittschuhclub | 7  | 6 | 0 | 1 | 37:04 | +33 | 12  |
| 2.   | SC Brandenburg            | 7  | 5 | 0 | 2 | 20:08 | +12 | 10  |
| 3.   | Berliner EC               | 7  | 5 | 0 | 2 | 14:05 | +09 | 10  |
| 4.   | Zehlendorfer Wespen       | 7  | 4 | 1 | 2 | 14:09 | +05 | 09  |
| 5.   | Berliner HC               | 7  | 3 | 0 | 4 | 17:19 | −02 | 06  |
| 6.   | Tegeler EV                | 7  | 2 | 1 | 4 | 10:35 | −25 | 05  |
| 7.   | BFC Preussen              | 7  | 1 | 1 | 5 | 08:13 | −05 | 03  |
| 8.   | Grunewald TC              | 7  | 0 | 1 | 6 | 02:29 | −27 | 01  |

## 1. Klasse
| Rang |                         | Sp | Tore  | Pkt |
| ---- | ----------------------- | -- | ----- | --- |
| 1.   | Berliner EV 1886        | 7  | 21:08 | 11  |
| 2.   | Rollschuh-Club Westen   | 7  | 21:15 | 10  |
| 3.   | Oberschöneweider HC     | 7  | 10:08 | 08  |
| 4.   | SC Charlottenburg       | 7  | 20:14 | 07  |
| 5.   | SV Astoria Berlin       | 7  | 13:22 | 07  |
| 6.   | Neuköllner Sportfreunde | 7  | 14:15 | 06  |
| 7.   | Polizei SV Berlin       | 7  | 21:23 | 05  |
| 8.   | Rollschuh-Club 1931     | 7  | 06:21 | 02  |

## 2. Klasse
Die drei Mannschaften der 2. Klasse sollten eine Doppelrunde spielen, zwei der sechs Partien wurden jedoch nicht ausgetragen.
| Rang |                          | Sp | S | U | N | Tore  | Pkt |
| ---- | ------------------------ | -- | - | - | - | ----- | --- |
| 1.   | Rollschuh-Club Lindenhof | 3  | 3 | 0 | 0 | 21:02 | 6   |
| 2.   | SpVgg Siemens            | 2  | 1 | 0 | 1 | 04:04 | 2   |
| 3.   | Mariendorfer EC          | 3  | 0 | 0 | 3 | 02:21 | 0   |